# 줄리안 크리스토퍼슨
줄리안 크리스토퍼슨(노르웨이어: Julian Kristoffersen, 1997년 5월 10일 ~ )은 노르웨이의 축구 선수로, 포지션은 스트라이커다. 2023년 현재 세리에 A의 살레르니타나 소속이다. K리그 등록명은 쥴리안이었다.